# Жень Цаньцань
Жень Цаньцань  (кит.: 任 灿灿, нар. 26 січня 1988) — китайська боксерка, олімпійська медалістка 2012 і 2016, триразова чемпіонка світу (2008, 2010, 2012), чемпіонка Азійських ігор 2010.

## Боксерська кар'єра
Заняття боксом розпочала у 2002 році.
З 2008 року тричі підряд вигравала світову першість.
У 2010 році перемогла на Азійських іграх.

### Виступ на Олімпіаді 2012
У чвертьфіналі перемогла Олену Савельєву (Росія) — 12-7
У півфіналі перемогла Марлен Еспарза (США) — 10-8
У фіналі програла Нікола Адамс (Велика Британія) — 7-16

### Виступ на Олімпіаді 2016
У чвертьфіналі перемогла Менді Буджольд (Канада) — 3-0
У півфіналі програла Нікола Адамс (Велика Британія) — 0-3
| Олімпіада           | Дисципліна | Місце |
| ------------------- | ---------- | ----- |
| Лондон 2012         | до 51 кг   | 2     |
| Ріо-де-Жанейро 2016 | до 51 кг   | 3     |